# いすみ医療センター
いすみ医療センター（いすみいりょうセンター）は、千葉県いすみ市にある医療機関。国保国吉病院組合が運営する病院である。旧国保国吉病院。

## 概要
いすみ市、大多喜町、御宿町の1市2町による組合立病院である。夷隅地域で唯一の公立病院として、地域医療の中枢をなす病院である。2009年2月1日、いすみ医療センターに改称した。

## 沿革

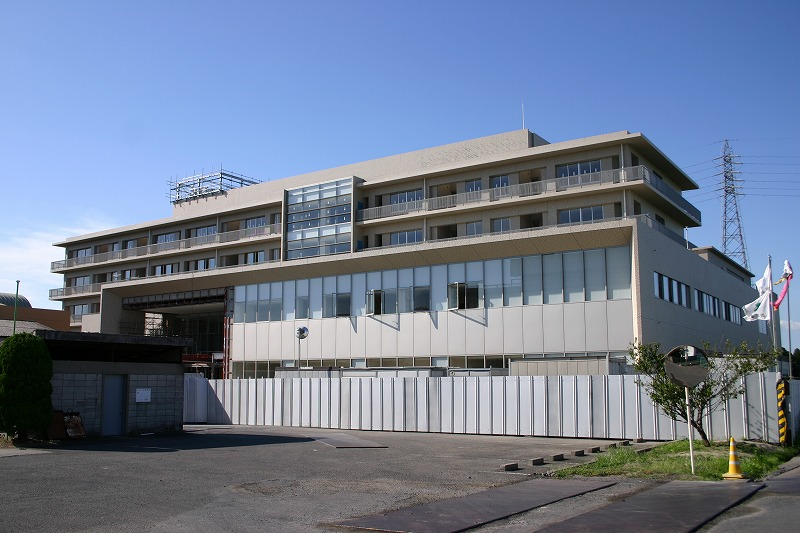
建設中の新病棟（2008年8月現在）

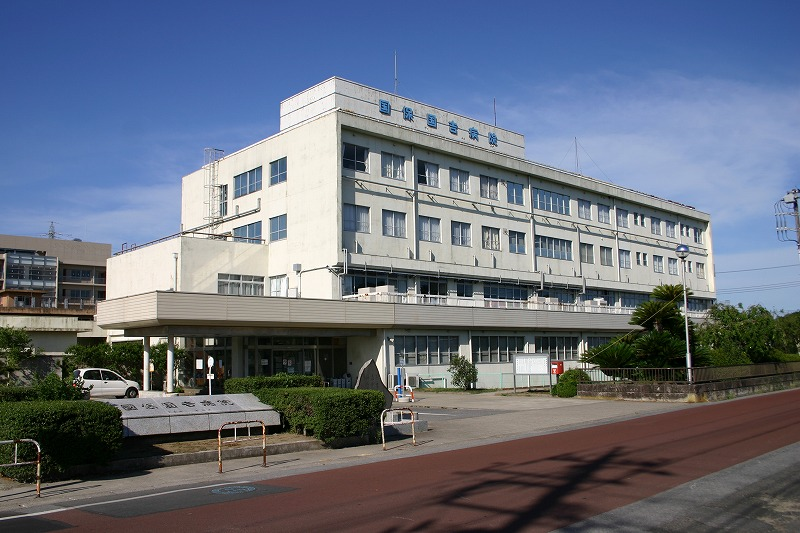
国保国吉病院（2008年8月）

- 1949年（昭和24年） 国吉町、中川村、千町村、古沢村、中根村、東村の組合による国保国吉病院が現在地に開設される。
- 1954年（昭和29年） 国吉町、中川村、千町村が合併し夷隅町となり、夷隅町、吉沢村、中根村、東村の1町3村の組合立病院となる。
- 昭和39年 町村合併により、夷隅町、大原町、岬町、大多喜町の4町による組合立病院となる。
- 1973年（昭和48年） 現在の建物が竣工。
- 1982年（昭和57年） 御宿町が加入し、5町による組合立病院となる。
- 2005年（平成17年） 町村合併により、いすみ市が誕生。いすみ市、大多喜町、御宿町の1市2町の組合立病院となる。
- 2008年（平成20年） 新病棟竣工予定。
- 2009年（平成21年） 2月1日、いすみ医療センターに改称。

## アクセス
- JR東日本 外房線「大原駅」にて乗換え。いすみ鉄道「国吉駅」下車徒歩約5分。